# Colin Carruthers
Pour les articles homonymes, voir Carruthers.
Colin Gordon Carruthers (né le 17 septembre 1890 à Agincourt, mort le 10 novembre 1957 à Kingston) est un joueur britannique de hockey sur glace.

## Famille
Son grand-père, John Carruthers, fut candidat pour le Parti libéral du Canada dans la circonscription de Kingston en 1872 et 1874.
Il est le grand frère d'Eric Carruthers.

## Carrière

### Militaire
En tant qu'officier canadien, il sert comme capitaine dans les Fusiliers Royaux de Dublin, régiment de l'armée britannique, pendant la Première Guerre mondiale où il est blessé deux fois. Colin Carruthers reçoit la Croix militaire pour bravoure lors du débarquement au cap Helles,.
Durant les années 1920, il est en poste en Inde, manquant le championnat d'Europe de 1926, et au début des années 1930 dans le même régiment.

### Sportive
Le lieutenant Colin Carruthers joue dans l'équipe de l'armée britannique qui affronte l'équipe de l'université d'Oxford le 27 janvier 1922.
Il fait partie de l'équipe nationale de Grande-Bretagne qui remporte la médaille de bronze aux Jeux olympiques de 1924,.
Alors que les Britanniques sont surclassés par les deux équipes nord-américaines en 1924, ils remportent la médaille de bronze en battant de justesse la Suède. Colin Carruthers marque dix buts aux Jeux, dont les deux qui permettent à la Grande-Bretagne de prendre une brève avance de 2-1 sur le Canada dans un match finalement perdu 2-19 et seul son frère Eric marque plus pour l'équipe britannique lors du tournoi,.
Capitaine de cette équipe, il est par ailleurs porte-drapeau de la délégation olympique de Grande-Bretagne aux Jeux olympiques d'hiver de 1924.
Carruthers revient aux Jeux Olympiques en 1928 mais ne réussit pas à augmenter son nombre de buts,.